# Arrus (Schriftart)
Die Arrus – auch Bitstream Arrus – ist eine Schriftart aus der Gruppe der serifenbetonten Linear-Antiquas. Gezeichnet von Matthew Carter und von der Firma Bitstream Inc. 1987 herausgegeben, ist sie der erste eigenständige Schriftentwurf dieses Unternehmens. Sie ist keine bloße Neuzeichnung bekannter Druckschriften, sondern eine eigenständige Neuentwicklung. Arrus folgt in Form und Aufbau den traditionellen Antiqua-Schriften. Die Serifen sind rechteckig in der Form. Arrus ist eine klassische Textschrift, sowohl für Laserdrucker als auch für hochauflösende Fotosetzmaschinen der 1980er Jahre.
Die Schrift wurde unter folgenden Copyrightvermerk gestellt, der sie frei nutzbar macht:
© Copyright 1989–1992, Bitstream Inc., Cambridge, MA.
You are hereby granted permission under all Bitstream propriety rights to use, copy, modify, sublicense, sell, and redistribute the 4 Bitstream Arrus (r) Type 1 outline fonts and the 4 Courier Type 1 outline fonts for any purpose and without restriction; provided, that this notice is left intact on all copies of such fonts and that Bitstream's trademark is acknowledged as shown below on all unmodified copies of the 4 Arrus Type 1 fonts.
BITSTREAM ARRUS is a registered trademark of Bitstream Inc.